# Pecaroecus javalii
Pecaroecus javalii är en insektsart som beskrevs av Babcock och Ewing 1938. Pecaroecus javalii placeras som ensam art i släktet Pecaroecus och familjen Pecaroecidae. Inga underarter finns listade i Catalogue of Life.